# 조르주 비제
조르주 비제(프랑스어: Georges Bizet, 문화어: 죠르쥬 비제, 1838년 10월 25일 ~ 1875년 6월 3일)는 프랑스의 작곡가로서, 대표작으로 《카르멘》이 있다. 출생명은 알렉상드르 세자르 레오폴드 비제(Alexandre César Léopold Bizet)이다.

## 생애
파리 근교에서 성악 교사인 아버지와 피아니스트인 어머니 사이에서 태어나 어려서부터 음악적 재능을 보였다. 아버지에게서 음악 교육을 받은 그는, 1848년 10세 때 파리음악원에 들어가 A.마르몽텔에게 피아노를, F.브누아에게 오르간과 푸가를 P.지메르만에게 작곡을 배우고, 때로는 구노의 강의를 들었다. 그리고 1853년 지메르만이 죽은 후에는 알레비를 사사하였는데, 그는 구노와 알레비에게서 특히 많은 영향을 받았다. 1856년 칸타타 다윗(David)을 로마대상 작곡 콩쿠르에 제출하여 입상하고, 1857년에는 칸타타 클로비스와 클로틸드로 로마대상을 받아, 관비로 3년 가까이 유학했다가 파리로 돌아와서는 그때부터 오페라 창작에만 주력하였다.
1863년 이국적인 선율의 3막 오페라 《조개잡이》를 작곡하였는데, 이 작품은 오페라 작곡가로서의 비제의 최초의 중요한 작품이다. 그리고 1869년 2월 로마 체재 중의 회상을 담은 모음곡 로마의 추억(나중에 교향곡 로마로 개작)이 파들루의 연주회에서 연주되고, 또 6월에는 은사인 알레비의 딸 주네비에브와 결혼하였다. 그 후 1872년 보드빌오페라극장의 지배인 L.카르발로의 권고로 알퐁스 도데의 소설을 극화한 《아를의 여인》의 부수음악 27곡을 써서 성공하고 그중 4곡을 스스로 선택한 모음곡은 파들루의 연주회에서 연주되어 청중을 매료하였다.
1875년 메리메의 소설에 의한 가극 <카르멘>을 완성하여, 오페라 코미크에서 초연되었는데 3개월 후에 <카르멘>의 세계적 대성공을 알지 못한 채 급성 심근경색으로 세상을 떠났다. 이 오페라는 그의 어떤 작품보다도 많이 연주된 것으로 외국에서 먼저 인정받기 시작하였다.

## 음악 세계
그의 음악적 특징은 플루트와 하프를 교묘히 사용하여 프랑스적인 절도 있는 색채적 효과를 낸 것과, 프랑스어를 가극의 대사로서 음악과 밀접하게 결부시킨 점이다. 그의 이러한 특징은 <진주조개잡이> <제1교향곡> 등에 잘 나타나 있다. 그는 또한 가극의 극적 표현에 뛰어나고, 관현악법도 색채적이며, 남유럽의 지방적 색채를 많이 가미하였다. 주세페 베르디·리하르트 바그너와 함께 19세기 후반부터 20세기 초까지의 낭만주의 3대 국민 가극 작곡가의 한 사람이다.
비제는 오페라 음악에 뛰어난 작품을 남겼는데, 어느 것이나 등장인물의 정확한 표현, 빈틈없는 무대구성, 세련된 작곡기법과 새로운 맛으로 당시의 오페라계에 큰 자극을 주었다. 특히 《카르멘》은 노래도 음악도 낭비가 없으며, 극과 음악이 잘 융합되어 있다. 이는 프랑스의 노래답게 샹송이나 쿠플레를 도입하였으며, 악기의 개성을 잘 살린 데도 그 원인이 있을 것이다. 이국정취가 많이 풍기는 이 곡은 그의 다른 어떤 작품보다도 뛰어났으며, 이 작품은 같은 시대나 그 다음 시대에, 특히 베리스모에게 많은 영향을 주고 있다. 그의 극음악적 재능은 특히 제4막의 대단원의 장면에서 노래가 서로 얽히면서 합창과 관현악이 숨막힐 듯이 밀집·응결하는 극적 효과에 유감없이 발휘되어 있다. 이 작품은 클로드 드뷔시의 《펠레아스와 멜리장드》와 함께 R.롤랑이 말했듯이 프랑스오페라의 쌍벽을 이루는 명작으로서, 지금도 높이 평가되고 있다.

## 대극 작품
- 1854년《La prêtresse》, 오페레타
- 1857년《Le docteur Miracle》, 오페라 부프
- 1859년《Don Procopio》, 오페라 부프
- 1863년《진주조개잡이》, 오페라
- 1867년《La jolie fille de Perth》, 오페라
- 1869년 알레비의 오페라《Noé》를 비제가 완성시킴.
- 1871년《누금마》, 오페라
- 1872년《아를의 여인》, '극부수음악'
- 1872년《Djamileh》, 1막 오페라
- 1875년《카르멘》, 오페라

## 같이 보기
- 분류:조르주 비제의 작품